# Pseudocongella methneri
Pseudocongella methneri är en skalbaggsart som beskrevs av Moser 1924. Pseudocongella methneri ingår i släktet Pseudocongella och familjen Melolonthidae. Inga underarter finns listade i Catalogue of Life.